# Cuenca (Batangas)
Cuenca es un municipio filipino de cuarta clase, perteneciente a la provincia de Batangas, en la isla de Luzón.

## Organización territorial
Se divide en veintiún barangayes, a saber:
- Balagbag
- Bungahan
- Calumayin
- Dalipit East
- Dalipit West
- Dita
- Don Juan
- Emmanuel
- Ibabao
- Labac
- Pinagkaisahan
- San Felipe
- San Isidro
- Barangay 1
- Barangay 2
- Barangay 3
- Barangay 4
- Barangay 5
- Barangay 6
- Barangay 7
- Barangay 8

## Demografía
Según el censo de 2020, tenía empadronados 36 235 habitantes.